# Kły (jezioro)
Kły – jezioro rynnowe w Polsce, położone w mezoregionie Bory Tucholskie, w województwie pomorskim, w powiecie chojnickim, w gminie Brusy, na południowo-zachodnim skraju Wdzydzkiego Parku Krajobrazowego, na obszarze Kaszub Południowych.

## Charakterystyka
Jezioro znajduje się na południe od jezior Wielkie Młosino i Małe Młosino. Akwen nie posiada dopływów ani odpływów.
Ogólna powierzchnia jeziora wynosi 18,3 ha.